# إميلي ماكلولين
إميلي ماكلولين (بالإنجليزية: Emily McLaughlin) هي ممثلة أمريكية، ولدت في 1 ديسمبر 1928 في وايت بلينس في الولايات المتحدة، وتوفيت في 26 أبريل 1991 في لوس أنجلوس في الولايات المتحدة بسبب سرطان.

## وصلات خارجية
- إميلي ماكلولين على موقع IMDb (الإنجليزية)
- إميلي ماكلولين على موقع قاعدة بيانات برودواي على الإنترنت (الإنجليزية)
- إميلي ماكلولين على موقع قاعدة بيانات الفيلم (الإنجليزية)